# Johannes Terwogt
Johannes Hester Lambertus Terwogt (født 18. maj 1878, død 22. januar 1977) var en hollandsk roer.
Terwogt deltog ved OL 1900 i Paris, hvor han var del af den hollandske firer med styrmand. Båden vandt sit indledende heat og var dermed kvalificeret til finalen. Efter en del kontroverser og to afholdte finaleløb vandt hollænderne sølv efter en tysk båd. Bådens øvrige besætning var brødrene Geert og Paul Lotsij, Coenraad Hiebendaal samt styrmand Hermanus Brockmann.
Han blev uddannet læge og arbejdede som pædiatriker.

## OL-medaljer
- 1900:  Sølv i firer med styrmand